# Agnieszka Jaroszewicz
Agnieszka Jaroszewicz (ur. 19 sierpnia 1971 w Wałbrzychu) – polska koszykarka grająca na pozycji skrzydłowej. Mistrzyni Europy (1999), wielokrotna medalistka mistrzostw Polski w barwach Łódzkiego Klubu Sportowego i Włókniarza Pabianice, m.in. dwukrotna mistrzyni Polski (1995, 1997).

## Kariera reprezentacyjna
Powoływana do reprezentacji Polski kadetek (12 m. na ME kadetek w 1987) i juniorek (11 m. w mistrzostwach Europy juniorek w 1990). W 1994 wystąpiła w seniorskich mistrzostwach świata, zajmując z drużyną 13 m. Następnie grała m.in. w nieudanych dla Polski eliminacjach do mistrzostw Europy w 1995 i 1997. Jej największym sukcesem było mistrzostwo Europy w 1999. W tym turnieju zagrała w trzech z ośmiu meczów, nie zdobywając punktów.

## Kariera klubowa
Wychowanka Unii Wałbrzych, w 1989 została królową strzelców II ligi. Następnie została zawodniczką ŁKS Łódź,  z którym zdobyła dwa złote (1995,1997), trzy srebrne (1991,1996,1998) i jeden brązowy medal (1994) mistrzostw Polski, a także dotarła do półfinału Pucharu Ronchetti. Po zdobyciu złotego medalu mistrzostw Europy w 1999 roku, wraz z Sylwią Wlaźlak, przeszła do rywala z pobliskich Pabianic - MTK, kontynuatora tradycji sportowych Włókniarza. Z zespołem z Pabianic sięgnęła po cztery srebrne medale MP (2000-2003) i jeden brązowy (2004) oraz grała w Eurolidze w sezonie 2002/03. W 2005 roku, wraz z Elżbietą Trześniewską, przeszła do CCC Polkowice. Po jednym sezonie przez 4 lata występowała w Utex ROW Rybnik, z którym w pierwszym sezonie występów awansowała do ekstraklasy. W 2010 roku podpisała kontrakt z Widzewem Łódź, lecz po kilku meczach sezonu doznała kontuzji i jako przedostatnia Mistrzyni Europy z 1999 roku (w sezonie 2010/11 grała jeszcze Ilona Mądra) zakończyła karierę sportową.
W 1999 odznaczona Złotym Krzyżem Zasługi.

## Przebieg kariery
- 1989–1990 – Unia Wałbrzych
- 1990–1999 – ŁKS Łódź
- 1999–2005 – Włókniarz Pabianice
- 2005–2006 – Orzeł Polkowice
- 2006–2010 – Utex ROW Rybnik
- 2010–2011 -  Widzew Łódź